# Hurrikan Florence
Hurrikan Florence war der sechste benannte Sturm, dritte Hurrikan und der erste schwere Hurrikan der atlantischen Hurrikansaison 2018. Der Kap-Verde-Typ-Hurrikan entstand am 4. September 2018 aus einer tropischen Welle und intensivierte sich rasch zum tropischen Sturm. Etwa auf halber Strecke zwischen Kapverdischen Inseln und Karibik verstärkte sich Florence zum Hurrikan. Am 5. und 10. September 2018 erreichte Florence die Stärke eines Kategorie-4-Hurrikans.

## Verlauf

### Entstehung und Weg über den Atlantik

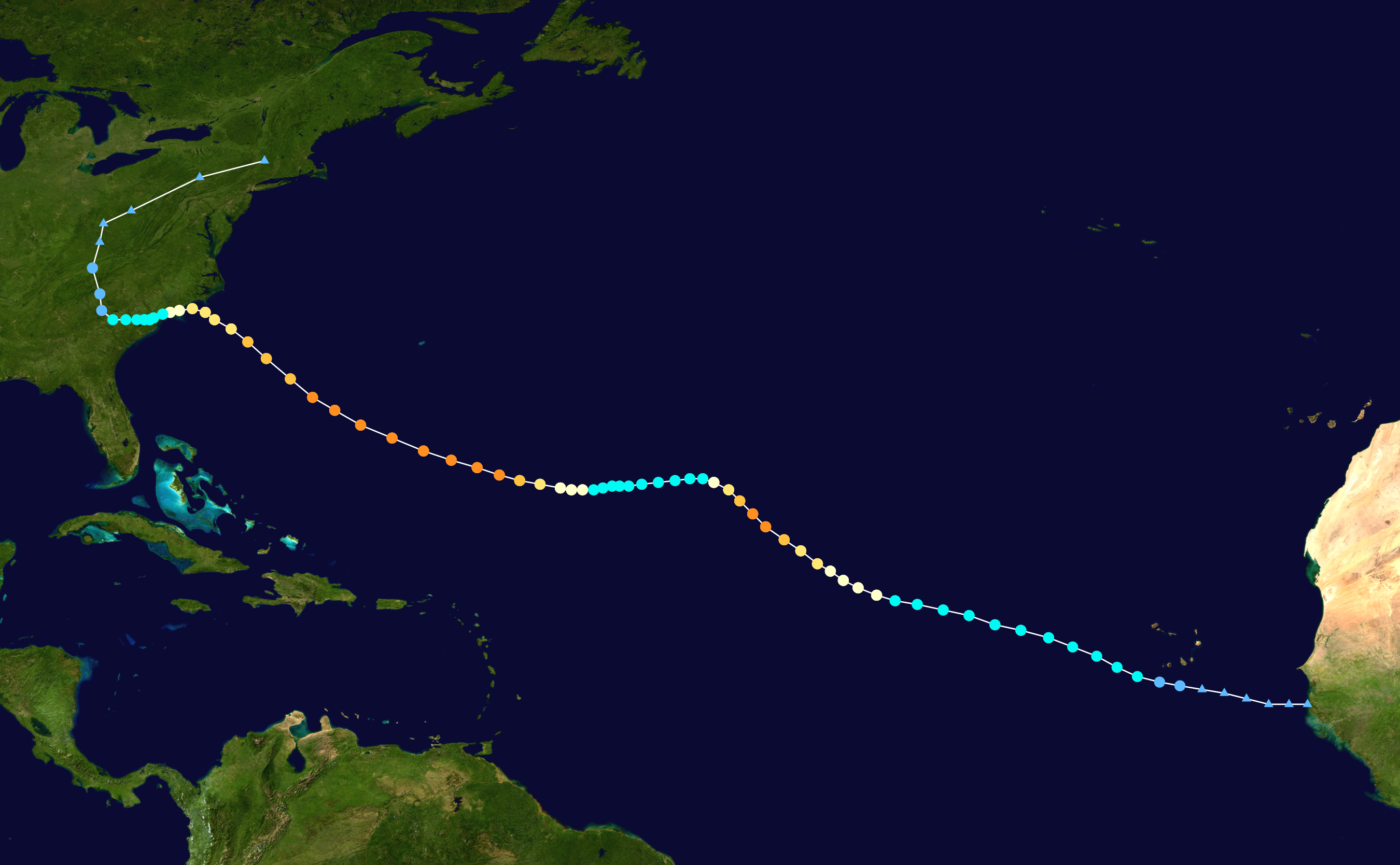
Trajektorie des Sturms (die Punkte kennzeichnen die Position im 6-Stunden-Abstand):

Am 28. August 2018 begann das National Hurricane Center eine Tropische Welle zu beobachten, die sich über Westafrika gebildet hatte und das Potential hatte, sich weiter zu einem tropischen Zyklon zu entwickeln. Am 30. August hatte sich daraus vor der Küste Senegals ein Tiefdruckgebiet gebildet. Östliche Passatwinde trieben die Veränderung allmählich in westliche bis nordwestliche Richtung. Am 1. September 2018 hatte sich die Veränderung, nachdem sie südlich der Kapverden vorbeigezogen war, zu einem tropischen Sturm weiterentwickelt und erhielt die Bezeichnung Florence. Nachdem Satellitenbilder und Bilder der Internationalen Raumstation eine Verdichtung und die Ausbildung eines Auges im Sturmzentrum gezeigt hatten, wurde der Sturm am 4. September 2018 als Hurrikan klassifiziert – der dritte Hurrikan in der Atlantischen Hurrikansaison 2018. Zu diesem Zeitpunkt befand er sich etwa 2000 Kilometer westnordwestlich der Kapverden und 2045 Kilometer ostnordöstlich der Kleinen Antillen. Am 5. September 2018 wurde Florence als Kategorie-4-Hurrikan eingestuft. Die maximale Windgeschwindigkeit im Sturm betrug zu diesem Zeitpunkt 215 km/h und der minimale Luftdruck lag bei 953 mbar (hPa).
Im weiteren Verlauf wanderte der Hurrikan Richtung Nordosten und die damit verbundenen Scherkräfte führten dazu, dass seine Intensität abnahm. Das zuvor scharf ausgebildete Auge verschwamm am 7. September 2018 und Florence wurde wieder zu einem tropischen Sturm zurückgestuft. Am 8. September 2018 zeigten Satellitenbilder jedoch wieder eine zunehmende Bänderung und eine Wiederausbildung des Auges, so dass Florence am 9. September 2018 wieder zum Hurrikan hochgestuft wurde. Über warmem Meereswasser (um 29 °C) nahm die Energie des Sturms rasch zu und erreichte am 10. September 2018 wieder die Hurrikan-Kategorie 4. Die gemessenen Windgeschwindigkeiten lagen am Abend des 10. September 2018 bei 240 km/h und der zentrale Luftdruck bei 939 mbar (hPa). Zeitweilig wurde befürchtet, dass sich Florence zu einem Kategorie-5-Hurrikan weiterentwickeln könne. Tatsächlich schwächte sich die Intensität des Sturms etwas ab und am 12. September 2018 wurde Florence wieder zu einem Kategorie-2-Hurrikan herabgestuft.

### Eintreffen des Sturms an der Küste und weiterer Verlauf

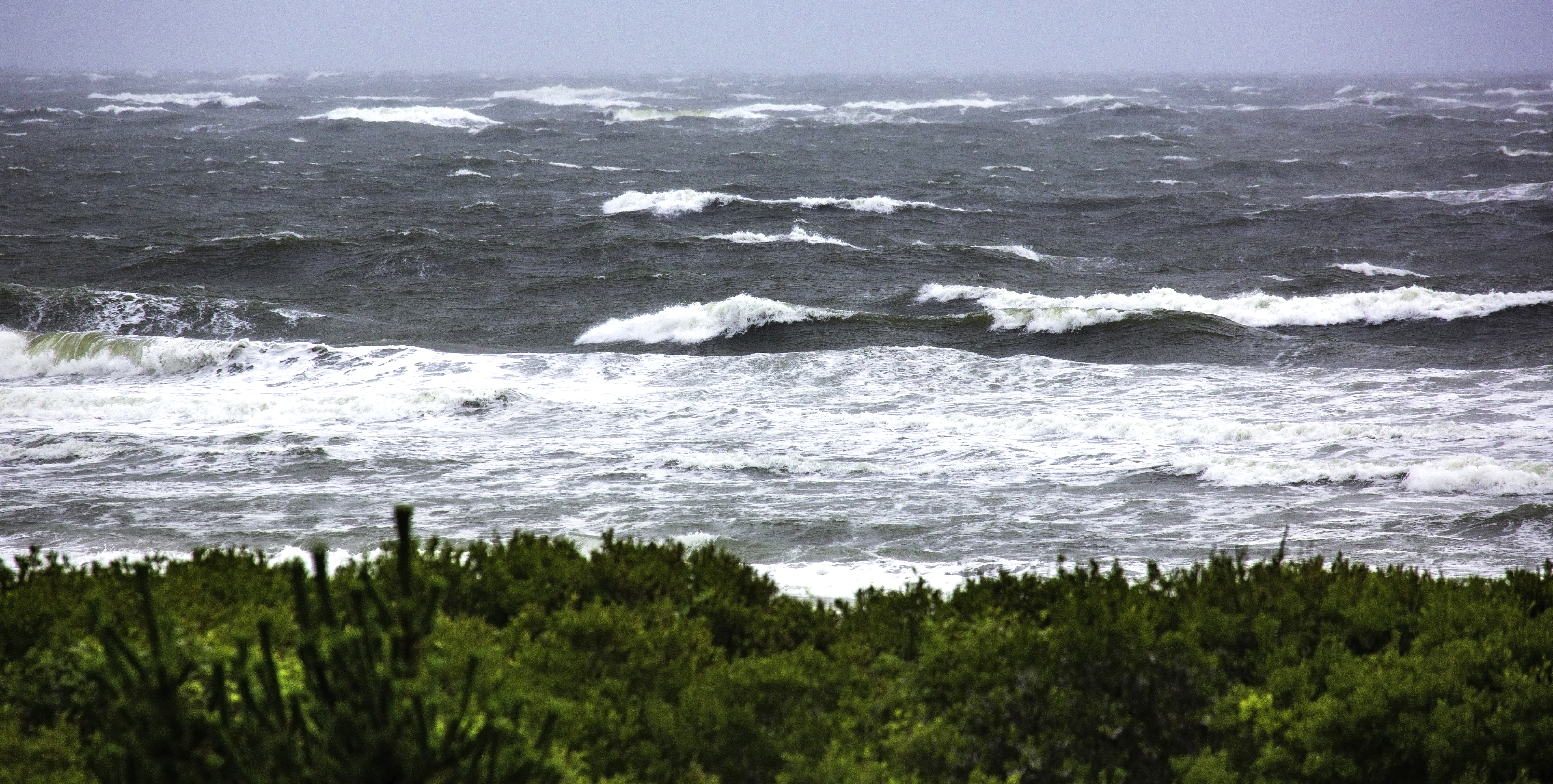
Unruhige See vor der Küste Marylands am 11. September 2018

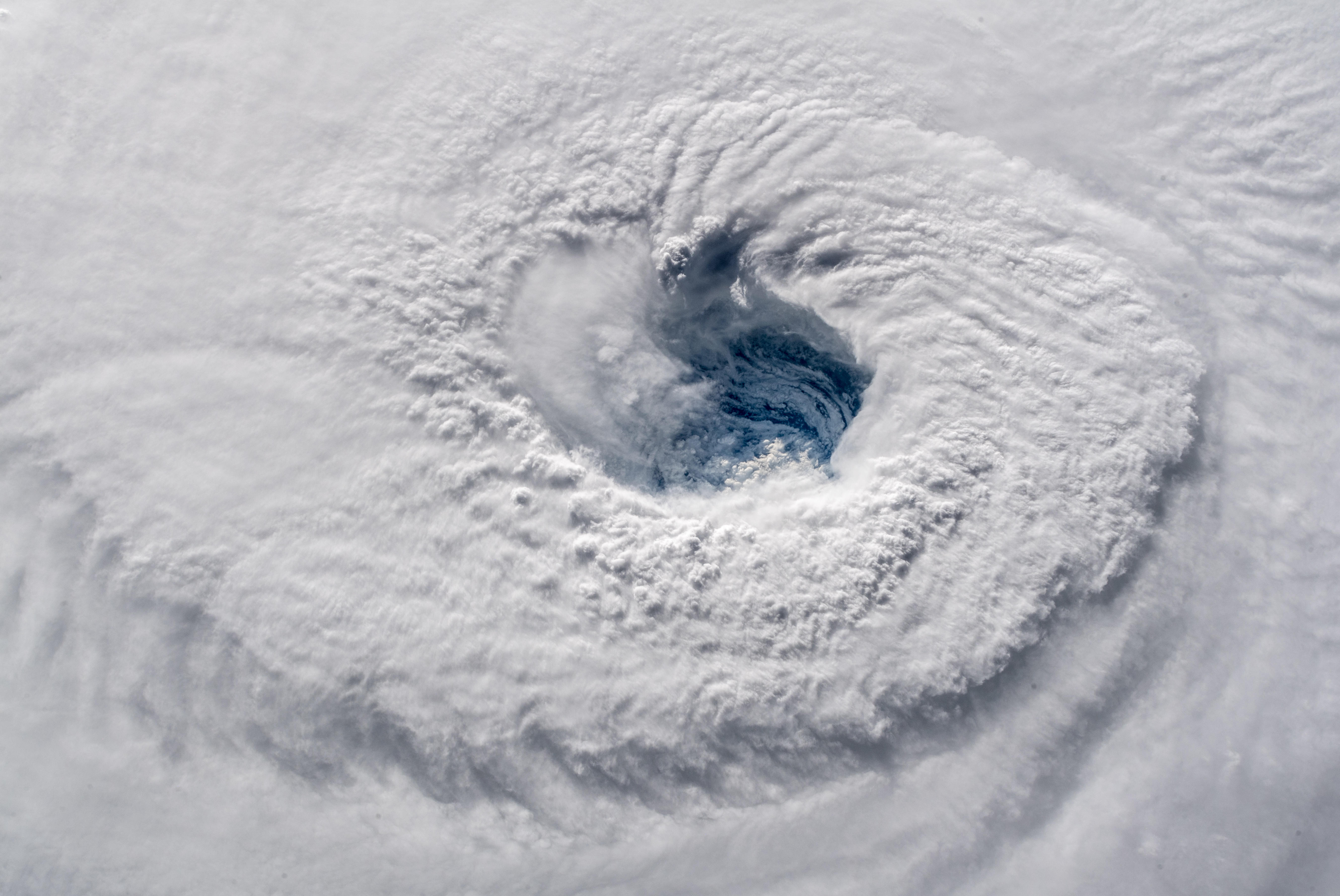
Foto des tiefen Auges am 12. September von der ISS, Alexander Gerst.

Am Freitag, den 14. September 2018 gegen 07:15 Uhr Ortszeit (entsprechend 13:15 Uhr Mitteleuropäischer Sommerzeit) traf das Zentrum des Hurrikans Florence im Bereich von Wrightsville Beach (New Hanover County) in North Carolina auf die US-amerikanische Ostküste. Zu diesem Zeitpunkt wurde er als Kategorie-1-Hurrikan mit Windgeschwindigkeiten um 150 km/h eingestuft. Im weiteren Verlauf wurde bereits in der Prognose erwartet, dass Florence wegen eines Hochdruckgebiets nicht nach Norden schwenken kann und bei sehr geringer Zuggeschwindigkeit von 7 km/h längere Zeit im Bereich der Küste bleibt, zunächst also weiterhin Wärmeenergie und Feuchtigkeit aus dem an der Küste verlaufenden mit Wärmeenergie aufgeladenen Golfstrom aufnehmen kann und den Regen über dem Küstengebiet ablädt, bevor sie langsam etwas in südöstliche Richtung ganz landeinwärts zieht und sich dann entlang der Appalachen Richtung Norden bewegt und dabei immer weiter abschwächt.
Gegen Mittag des 15. September 2018 wurde der Sturm zu einem Tropischen Wirbelsturm zurückgestuft. Mit Eintreffen des Sturms über der Küste kam es zu ausgedehnten Überschwemmungen, bedingt durch Überflutungen und durch massive Regenfälle. An einzelnen Orten North Carolinas wurden mehr als 500 mm Niederschlag in 2 Tagen gemessen. Die Flut erreichte an einigen Orten bis zu drei Metern Höhe. Am Morgen des 15. Septembers war in 726.500 bzw. 110.396 Haushalten in North Carolina und South Carolina die Stromversorgung unterbrochen.
Ab dem Morgen des 16. September 2018 (Ortszeit) wurde Florence nicht mehr als Wirbelsturm, sondern nur noch als tropisches Tiefdruckgebiet klassifiziert. Am 17. September 2018 hatte Florence den Status eines „post-tropischen Zyklons“.

## Vorbereitungen
In mehreren Bundesstaaten riefen die Gouverneure den Notstand aus, und zwar in North Carolina am 7. September, South Carolina und Virginia am 8. September, Maryland am 10. September und Georgia am 12. September. In Washington, D.C., erklärte der Bürgermeister am 11. September 2018 ebenfalls den Notstand. Die zuständigen Behörden forderten bis zu 1,7 Millionen Einwohner auf, sich in Sicherheit zu bringen. Mehrere der 16 Kernkraftwerke in North und South Carolina trafen Vorbereitungen für den zu erwartenden Sturm. Etwa 12 Stunden vor Eintreffen des Hurrikans sollten die Reaktoren heruntergefahren werden. Die U.S. Navy evakuierte fast 30 Schiffe aus ihren Marinebasen Naval Station Norfolk und Joint Expeditionary Base–Little Creek in Virginia.
Etwa 1000 Insassen des Gefängnisses Indian Creek Correctional Center bei Chesapeake, Virginia, wurden in eine Haftanstalt im Inneren des Bundesstaates verlegt.

## Schäden
Am 20. September 2018 wurden insgesamt 37 direkt durch Hurrikan Florence verursachte menschliche Todesfälle gezählt, davon 27 in North Carolina, 8 in South Carolina und 2 in Virginia. In South Carolina schätzte Gouverneur Henry McMaster den entstandenen wirtschaftlichen Schaden auf mehr als 1,2 Milliarden US$, darunter 125 Millionen US$ in der Landwirtschaft. Nach Schätzungen ertranken mindestens 3,4 Millionen Nutztiere bei den Überschwemmungen.

## Verbindung zum Klimawandel
Erstmals bei einem Hurrikan nutzen Klimaforscher das neu aufgekommene Forschungsfeld der Zuordnungsforschung, um noch vor dem Eintreffen auf dem Festland den menschlichen Einfluss auf den Hurrikan festzustellen. Nach einer wissenschaftlichen Studie wird der Hurrikan durch den menschengemachten Klimawandel verstärkt, wodurch er einen etwa 80 km größeren Durchmesser besitzt und etwa 50 % mehr Niederschlag bringen wird, verglichen mit einem Hurrikan, der nicht infolge der menschengemachten Erderwärmung verstärkt wurde. Zuvor war die Attributionswissenschaft nur im Nachhinein eingesetzt worden, um den menschlichen Einfluss auf bereits vergangene Unwetterereignisse zu bestimmen. Die Forscher hinter der Studie betonten, inzwischen seien die Klimamodelle robust genug, um solche Aussagen auch im Vorhinein zu treffen. Zudem erhöht sich durch den Klimawandel und die damit einhergehende Abschwächung der atmosphärischen Zirkulation die Wahrscheinlichkeit, dass der Hurrikan lange an einem Ort verweilt und dort dann besonders schwere Schäden verursacht.